# Van Oldenbarneveltstraat (Rotterdam)

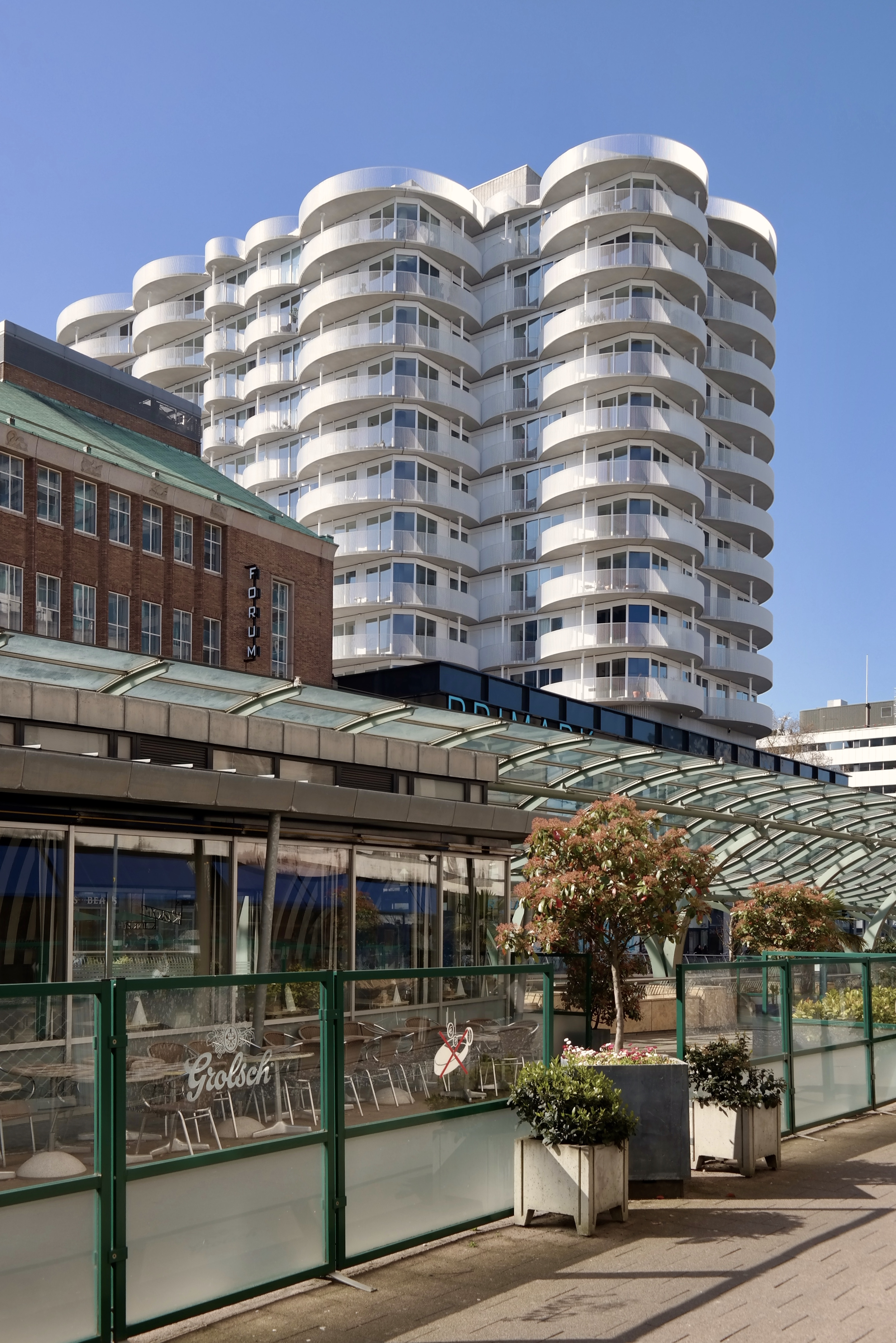
De Van Oldenbarneveltplaats met moderne hoogbouw in 2021

De Van Oldenbarneveltstraat met in het verlengde de Van Oldenbarneveltplaats is een straat in het centrum van Rotterdam. De straat loopt van de Mauritsweg naar de Coolsingel. 
Het gedeelte ten westen van de Karel Doormanstraat is de Van Oldenbarneveltstraat en omvat grotendeels vooroorlogse bebouwing. Het gedeelte ten oosten van de Karel Doormanstraat is een voetgangersgebied dat uitkomt in de Beurstraverse onder de Coolsingel.

## Geschiedenis
De Van Oldenbarneveltstraat werd in de negentiende eeuw aangelegd, de Van Oldenbarneveltplaats kreeg zijn naam in 1968. Voor de Tweede Wereldoorlog stond aan de zuidkant van de straat op de hoek van de Coolsingel het Coolsingelziekenhuis. 
Door het bombardement van 14 mei 1940 werd een groot deel van de bebouwing aan de Van Oldenbarneveltstraat verwoest. De laatste restanten van het Coolsingelziekenhuis werden in de jaren zestig gesloopt. Men heeft een marmeren poortboog op de Lijnbaan laten staan, als monument. 
Tussen de Karel Doormanstraat en de Lijnbaan werden in de jaren 50 van de 20e eeuw woonflats gebouwd naar een ontwerp van H.A. Maaskant, tussen de Lijnbaan en de Coolsingel verschenen de Rotterdamsche Bank (1941-1948, uitgebreid 1976-1978) en de Bijenkorf (1955-1957).
De Van Oldenbarneveltplaats is tegenwoordig een voetgangersgebied dat aansluit op de Lijnbaan en de Koopgoot en vormt het hart van het Rotterdamse winkelgebied.
De Van Oldenbarneveltstraat kende diverse homocafés en tegenwoordig zijn er voor deze doelgroep de bars De Regenboog en Strano. Tijdens de jaarlijkse Rotterdam Pride is er een straatfeest met kraampjes en optredens in de straat. Van 2000 t/m 2008 was ook de homojongerenvereniging Apollo in de Van Oldenbarneveltstraat gevestigd.